# Nicole Hein
Nicole Hein (* 14. Februar 1996 in Lima) ist eine peruanische Leichtathletin, die sich auf den Stabhochsprung spezialisiert hat.

## Sportliche Laufbahn
Erste internationale Erfahrungen sammelte Nicole Hein im Jahr 2017, als sie bei den Juegos Bolivarianos in Santa Marta an den Start ging, dort aber keine Höhe überspringen konnte. Im Jahr darauf gewann sie dann bei den U23-Südamerikameisterschaften in Cuenca mit 4,00 m die Bronzemedaille hinter der Brasilianerin Juliana Campos und Stefany Castillo aus Kolumbien. 2019 erreichte sie bei den Südamerikameisterschaften in Lima mit 3,71 m Rang vier und wurde anschließend bei den Panamerikanischen Spielen ebendort mit 3,95 m Neunte. 2020 siegte sie bei den erstmals ausgetragenen Hallensüdamerikameisterschaften in Cochabamba mit einer Höhe von 4,00 m, womit sie auch einen neuen Hallenlandesrekord aufstellte. 2021 belegte sie bei den Südamerikameisterschaften in Guayaquil mit 3,90 m den fünften Platz.
In den Jahren 2017, 2018 und 2020 wurde Hein peruanische Meisterin im Stabhochsprung.

## Persönliche Bestleistungen
- Stabhochsprung: 4,25 m, 22. Februar 2020 in Mexiko-Stadt (peruanischer Rekord)
  - Stabhochsprung (Halle): 4,00 m, 1. Februar 2020 in Cochabamba (peruanischer Rekord)